# Нуннулеи
Нуннуле́и (лат. Nunnulei) — неименитый плебейский род Древнего Рима, происходивший, по одной из версий, из Тибура (Лациум). Представители данного семейства впервые упоминаются в сохранившихся источниках с самого конца II века до н. э., когда отдельные его члены, по-видимому, стали либертинами и в дальнейшем могли претендовать на принадлежность к сенаторскому сословию.
В числе известных истории представителей рода можно выделить следующих персоналий:
- Гай Нумолей/Нуннулей, сын Гнея (ум. после 106 до н. э[2][3].), по одной из версий, мог являться младшим писцом, в консульство Квинта Сервилия Цепиона и Гая Атилия Серрана в числе прочих получившим свободу[3][4];
- Гай Нуннулей, сын Гая, Нуд (ум. после 30 до н. э[5].), легат-пропретор в эпоху принципата, памятник которому был воздвигнут его женой, Помпонией, дочерью Луция[6][7][5][8][1];
- Нуннулея, дочь Марка, Секунда (I—II вв.), имя, фигурирующее в одной групповой надписи, обнаруженной замурованной в частном доме на территории Хорватии (Веле-Сракане) и, вероятно, являющейся средней частью основания статуи, которая представляла собой крылатую фигуру с опущенным факелом с правой стороны. Немецкие учёные датируют надпись промежутком между 1 и 150 годами[9];
- Нуннулей, сын Марка, Капитон (I—II вв.), имя из предыдущей групповой надписи, найденной в Хорватии[9];
- Нуннулей, сын Марка, Лукан (I—II вв.), имя из предыдущей надписи[9];
- Нуннулей, сын Марка, Сенека (I—II вв.), имя из Хорватской надписи[9];
- Секст Нуннулей, сын Марка, Пульхр (I—II вв.), имя, фигурирующее в групповой надписи из Хорватии[9];
- Гай Нуннулей Фарнак (I—II вв.), азиатский вольноотпущенник, встречающийся в надписи, найденной в Магнезии и датируемой периодом между 51 и 150 годами[10];
- Нуннулея Филумина/Филомена (I—II вв.), вольноотпущенница, супруга предыдущего[10];
- Марк Нуннулей Приск (II в.), имя которого фигурирует в одной надписи, обнаруженной в Ноле, что в Кампанье[1][11].